# Nandiantou (sockenhuvudort i Kina, Hebei Sheng, lat 38,72, long 114,90)
Nandiantou är en sockenhuvudort i Kina. Den ligger i provinsen Hebei, i den norra delen av landet, omkring 180 kilometer sydväst om huvudstaden Peking. Antalet invånare är 20 753. Befolkningen består av 11 037 kvinnor och 9 716 män. Barn under 15 år utgör 21,0 %, vuxna 15-64 år 70 %, och äldre över 65 år 7,0 %.
Runt Nandiantou är det tätbefolkat, med 849 invånare per kvadratkilometer. Närmaste större samhälle är Zhuanlu, 8,4 km sydost om Nandiantou. Trakten runt Nandiantou består till största delen av jordbruksmark.
Genomsnittlig årsnederbörd är 675 millimeter. Den regnigaste månaden är juli, med i genomsnitt 200 mm nederbörd, och den torraste är januari, med 3 mm nederbörd.